# Видманштеттен, Алоиз фон
Алоиз фон Видманштеттен (нем. Alois Beckh von Widmanstätten, полное имя Alois Joseph Franz Xaver Beckh, Edler von Widmanstätten, 12  июля 1754 года, Грац — 10  июня, 1849 года, Вена) — австрийский печатник и учёный-минералог, один из первооткрывателей металлографической структуры сплавов в металловедении и метеоритике, названной в его честь.

## Биография
Родился в Граце, изучал естественные науки в Грацском университете. Семья Видмаштеттенов имела монополию на полиграфию в провинции Штирия, но утратила её в 1784 году. Алоиз унаследовал от отца типографию, которой успешно руководил до 1807 года.
После первых запусков воздушного шара братьев Монгольфье, Видманштеттен проводил в Вене опыты с воздушными шарами, которые поднимались на высоту 200 метров, но углубляться в воздухоплавание не стал.
Ещё в 1804 году был назначен управляющим прядильной фабрикой в Поттендорфе, а в 1807 году продал типографию и, по настоянию императора Франца I, стал директором императорского Кабинета промышленных изделий (нем. k.k. Fabriksprodukten-Kabinett) — коллекции промышленных изделий, положившей начало Венскому  техническому  музею. Кабинет промышленных изделий первоначально располагался во дворце Хофбург, а затем был перемещён во дворец Sprintzenstein во Внутреннем Городе. В экспозиции были представлены товары, производившиеся промышленностью Австрийской империи с самого начала промышленного производства. При рассмотрении вопроса о переносе коллекции Кабинета промышленных изделий в новое здание, Видманштеттен познакомился с зоологом Карлом фон Шрайберсом, который занимал аналогичную должность — директора императорского Кабинета естествознания (de:K.k. Hof-Naturalienkabinette). В собрании Кабинета естествознания имелась богатая коллекция минералов, включавшая также метеориты. А. Видманштеттен заинтересовался метеоритами и начал проводить эксперименты с железо-никелевыми метеоритами, в частности, с Храшчинским метеоритом, в ходе которых обнаружил в метеоритах характерный рисунок пластинчатой структуры. Впоследствии Видманштеттен сделал типографские отпечатки рисунков этих структур, но результаты своего открытия не опубликовал в печати. Тем не менее, его коллега и друг К. Шрайберс в своих публикациях назвал открытые структуры в честь Видманштеттена — Widmanstättensche Figuren.
Независимо от Видманштеттена, эти структуры в 1804 году обнаружил английский геолог Томсон (англ.), когда погружал метеорит Палласово железо в азотную кислоту с целью удаления ржавчины. В 1804 году он опубликовал своё открытие на французском языке в Bibliothèque Britannique.
В 1814 году экспонаты Кабинета промышленных изделий были размещены в Венском политехническом институте (предшественнике Венского технического университета). А. Видманштеттену было предложено стать профессором политехнического института, но он отклонил это предложение.
В 1817 году вышел в отставку.
При жизни избегал фотографирования, в силу чего его фотографий не существует.
Скончался в 1849 году, похоронен в Вене.

## Память
В его честь названы:
- Видманштеттенова структура у метеоритов
- Видманштеттен (лунный кратер)
- (21564) Видманштеттен[фр.] — астероид Главного пояса, открытый в 1998 году.